# Abre-asa
Abre-asa-de-barriga-ocre ou abre-asa-da-capoeira (Mionectes oleagineus), também conhecido como supi ou abre-asa, é uma ave passeriforme da família Rhynchocyclidae. É encontrado desde o sul do México, através da América Central e América do Sul a leste dos Andes na medida do sul do Brasil, e em Trinidade e Tobago.

## Taxonomia
A espécie foi primeiramente descrita por Martin Lichtenstein em 1823 e batizada como Mionectes oleagineus (do grego meionektis, que significa "pobre", "que sofreu perda", e do latim oleagineus, que significa "da cor de oliva".
Apresenta sete subespécies:
- Mionectes oleagineus abdominalis (W. H. Phelps & Phelps, 1955) - ocorre na região tropical Norte da Venezuela, nas regiões do Distrito Capital e Miranda;
- Mionectes oleagineus assimilis (P. L. Sclater, 1859) - ocorre da região tropical do Sul do México até o Leste da Costa Rica e Oeste do Panamá;
- Mionectes oleagineus dorsalis (W. H. Phelps & W. H. Phelps Jr, 1952) - ocorre nos tepuis do Sudeste da Venezuela, na região de Gran Sabana;
- Mionectes oleagineus oleagineus (Lichtenstein, 1823) - ocorre do Leste da Colômbia até as Guianas, no Leste do Peru e Norte da Bolívia, no Leste (do estado de Alagoas até o estado do Rio de Janeiro) e Norte do Brasil (do estado do Maranhão até o norte do estado de Mato Grosso);
- Mionectes oleagineus pacificus (Todd, 1921) - ocorre da região tropical do Sudoeste da Colômbia até o Oeste do Equador;
- Mionectes oleagineus pallidiventris (Hellmayr, 1906) - ocorre na região tropical Nordeste da Venezuela e em Trinidade e Tobago;
- Mionectes oleagineus parcus (Bangs, 1900) - ocorre da região tropical Leste do Panamá até o Norte da Colômbia e Noroeste da Venezuela;

## Características
Comprimento: 11,5 cm. Distingue-se de seus congêneres pela presença de nítidas bandas ferrugíneas nas asas. Alimenta-se de insetos e de frutos..

## Reprodução
Faz ninho em forma de pêra com entrada lateral. Põe 2 ou 3 ovos brancos, os quais são chocados somente pela fêmea..

## Hábitos
É comum no sub-bosque de florestas úmidas de terra firme, florestas de várzea, capoeiras, bordas de florestas e clareiras adjacentes, com árvores e arbustos esparsos. Vive normalmente solitário, podendo entretanto participar de bandos mistos. Costuma permanecer quieto, executando apenas movimentos curtos e rápidos, o que o torna pouco visível. Tem o hábito de levantar uma das asas até as costas quase todo o tempo, o que lhe valeu o nome popular..

## Distribuição Geográfica
Presente em toda a Amazônia brasileira e na faixa costeira, de Alagoas ao Rio de Janeiro. Encontrado também do México ao Panamá e em todos os demais países amazônicos - Guianas, Venezuela, Colômbia, Equador, Peru e Bolívia.